# Auto Corson
Auto Corson a.s. (dříve HENDON a.s.) je česká holdingová společnost. Vlastnila řadu firem, které v druhé polovině devadesátých let patřily do skupiny Charouz Holding řízené Antonínem Charouzem, Janem Trajboldem a Josefem Vojákem. K 31. prosinci 2009 vlastnila majoritní podíly v jednadvaceti českých společnostech. Na financování skupiny se podílely Poštová banka, J&T Banka a Fio banka. Od června 2020 je společnost v konkursu.

## Historie
Historie skupiny sahá do ledna 1991, kdy Jan Vančura, Antonín Charouz, Jan Trajbold a Josef Voják založili společnost Motorsport. Ředitel Jan Vančura v následujícím roce prodal svůj čtvrtinový podíl zbývajícím třem společníkům, kteří v srpnu 1992 založili dceřinou stavební společnost Transinvest. V roce 1993 založil Motorsport společně s Petrem Dufkem společnost Bohemian Promotion Agency (BPA). V lednu 1994 získal třetinový podíl v Transinvestu Jaroslav Roušal, který byl v té době předsedou představenstva Vojenských staveb. V březnu 1994 majitelé Motorsportu vložili své podíly do nově založené akciové společnosti Charouz Holding, ve které se stali členy představenstva. V závěru roku 1996 Charouz Holding koupil za 190 milionů korun 50 % podíl v nově založené akciové společnosti Porcelán Holding.
V dubnu 2009 byl prohlášen konkurs na majetek společnosti ITALFASHION spol. s r.o., ve které má skupina 50 % podíl. Nezajištění věřitelé získali pouze 0,2 % hodnoty svých pohledávek. V listopadu 2010 byla prodána strojírenská firma Jihostroj. Do skupiny patří také společnost ACA1213 a.s. (dříve Autoklub Czech Assistance), jejíž závazky na konci roku 2010 převyšovaly o 110 milionů korun účetní hodnotu aktiv.
Dceřiná společnost BPA sport marketing a.s. vykázala za rok 2011 ztrátu 166 milionů korun při tržbách 1.117 milionů korun a vlastní kapitál klesl do záporných hodnot. V prosinci 2012 se jediným akcionářem BPA stala Jana Obermajerová. V roce 2013 byla prodána Vila Miloše Havla, novým vlastníkem se stal slovenský otevřený podílový fond Náš prvý realitný. Dceřiná společnost A. Charouz, spol. s r. o. vykázala za rok 2013 ztrátu 32 milionů korun při tržbách 1 137 milionu korun. Zákazníkům bylo předáno 1 671 vozů, mezi nejvýznamnější zákazníky patřily České dráhy. Dceřiná společnost A. Charouz Motors prodávající vozy Jaguar a Land Rover vykázala za rok 2013 tržby 541 milionů korun, z toho 73 milionů korun byly tržby za služby poskytnuté společnosti BPA. V listopadu 2016 na sebe společnost A. Charouz Motors podala insolvenční návrh.

## Zajímavost
- Markus M. Hasler, člen správní rady bývalé mateřské společnosti Elana Anstalt,[23] podepsal jako zástupce společnosti Raben Anstalt s Markem Dalíkem smlouvu na pronájem vily, ve které strávil v roce 2009 dovolenou expremiér Mirek Topolánek[24][25] (viz Toskánská aféra)
- Bývalá mateřská společnost Elana Anstalt měla 99 % podíl v hokejovém klubu HC Sparta Praha, v roce 2010 však všechny své akcie převedla na Antonína Charouze a Lucii Basíkovou.[26] 11. dubna 2012 Antonín Charouz prodal svůj 50 % podíl za 30 milionů korun skupině HENDON, která ho o den později prodala za 100 milionů korun akciové společnosti HC LEV.[17]